# Zug nach Westen
Zug nach Westen, in einer weiteren Ausgabe auch Rock Island, ist ein strategisches Lege- und Brettspiel des deutschen Spieleautors Michael Blumöhr für zwei bis vier Personen aus dem Jahr 1987. Es thematisiert den Ausbau des amerikanischen Eisenbahnnetzes nach Westen, um eine Verbindung zwischen Chicago und Kansas City mit der Überbrückung des Mississippi River herzustellen. Die zwei bis vier Spieler versuchen zu gewinnen, indem sie als erste mit ihrer Lokomotive Kansas City erreichen.

## Thema und Ausstattung
Bei dem Spiel handelt es sich um ein Eisenbahnspiel, bei dem die Mitspieler jeweils versuchen, Strecken von Kansas City und Chicago aufzubauen und ihre Lokomotive nach Kansas City zu bringen. Dabei bezieht sich das Spiel auf das Rennen verschiedener Eisenbahngesellschaften zum Anschluss der Stadt Kansas City westlich des Mississippi an das amerikanische Eisenbahnnetz. Nach Angaben der Spielanleitung war die Chicago & Rock Island Railroad 1854 das erste Unternehmen, das das Ufer des Mississippi erreichte, gefolgt von der Chicago, Burlington and Quincy Railroad 1855. Rock Island war zudem das erste Unternehmen, das eine Brücke von Rock Island nach Davenport baute, die 1856 entgegen dem Protest der Mississippischiffer eröffnet wurde.

Logo der Rock Island

Das Spielmaterial besteht neben der Spielanleitung aus insgesamt 112 sechseckigen Eisenbahnfeldern, aus denen der spätere Spielplan zusammengelegt wird. Davon sind 90 einseitig mit Eisenbahnstrecken bedruckt, 10 weitere sind Flussfelder, davon vier mit einer Brücke auf der Vorderseite, und die letzten beiden sind die Start- und Zielstädte Chicago und Kansas City. Hinzu kommen vier Lokomotiven und vier Bautruppfiguren in den vier Spielerfarben sowie ein sechsseitiger Würfel. Während die Eisenbahnfelder in der ersten Version von Hans im Glück aus Holzplättchen bestanden, waren sie in der Mattel-Version aus Pappe.

## Spielweise
Vor dem Spiel wird der Spielplan aus den sechseckigen Karten aufgebaut. Dabei wird von den Spielern zuerst ein Flusslauf aus den verdeckten Flusskarten gelegt. Dieser besteht aus einem zusammenhängenden Fluss, der von Norden nach Süden verläuft und immer genau 8 Felder lang und durchweg ein Feld breit ist; zwei Karten werden als Reserve zur Seite gelegt. Danach legen die Spieler gemeinsam die verdeckten Eisenbahnfelder aus, die rechts und links des Flusses jeweils eine Fläche bilden; vier Karten bleiben als Reserve verdeckt liegen. Die Start- und Zielbahnhöfe werden zuletzt an die jeweiligen Ränder der Flächen gelegt und müssen jeweils mindestens vier Felder vom Fluss entfernt sein, an den drei darauf abgebildeten Gleisen muss jeweils eine Karte anschließen. Jeder Spieler wählt eine Farbe und bekommt die entsprechende Lokomotive und den Bautrupp.

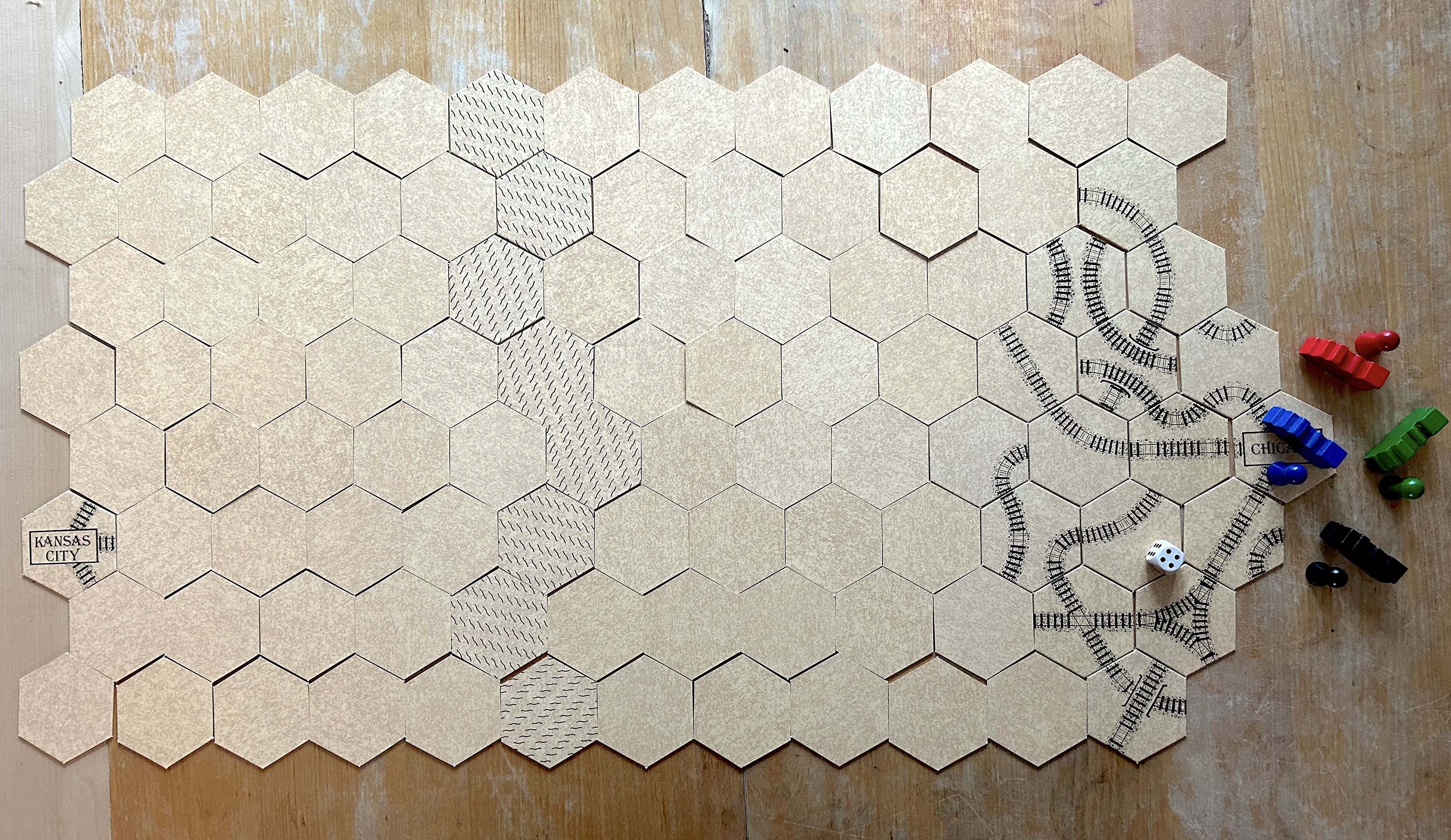
Zug nach Westen, Spielfeld und Startaufstellung

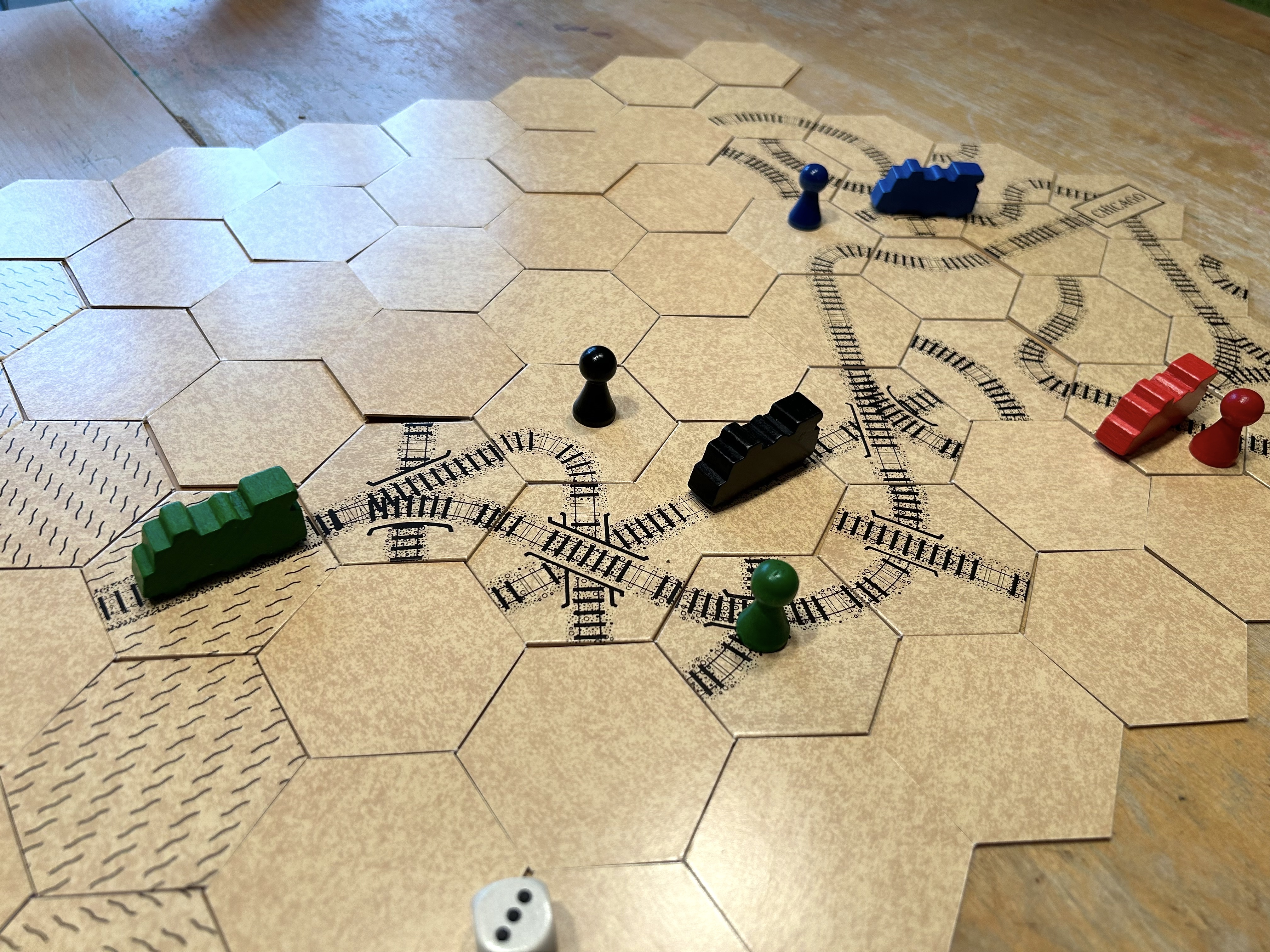
Schienennetz bis zum Mississippi

Das Spiel wird reihum gespielt und beginnt mit einem zuvor ermittelten Startspieler. Dieser platziert seinen Bautrupp und seine Lokomotive auf dem Startfeld Chicago und alle Spieler decken in Spielerreihenfolge jeweils nacheinander ein Plättchen rund um den Bahnhof auf, bis alle Eisenbahnfelder im Abstand von drei Feldern um den Bahnhof offenliegen. Beim Aufdecken müssen sie darauf achten, dass jedes Plättchen mit jeweils mindestens einer Eisenbahnlinie an eine sich entwickelnde Linie angelegt wird; eine Karte darf nicht alle Linien, die zu ihr führen, unterbrechen.
Ist das Basisnetz gebaut, würfelt der Startspieler für seinen Bautrupp. Mit diesem muss er die gewürfelte Augenzahl voll ausnutzen und ihn um die entsprechende Anzahl offener und verdeckter Karten vorziehen. Er darf dabei einmal die Richtung wechseln, jedoch nicht wieder zurückziehen. Sein Zug muss auf einem freien Feld oder dem Feld mit seiner eigenen Lokomotive enden. Endet er auf einer verdeckten Karte in Nachbarschaft zu einer bereits offenen, wird diese aufgedeckt und er darf die Karte, auf der er endet, nach Belieben drehen. Auch hier müssen bestehende Linien fortgeführt werden. Bei einem Flussfeld mit Brücke muss diese so gedreht werden, dass sie zwei Landfelder verbindet. Zeigt der Würfel eine 6, darf der Spieler das Feld, auf dem sein Bautrupp steht, gegen eine der Reservekarten austauschen. Nachdem der Bautrupp seinen Zug beendet hat, darf der Spieler auch seine Lokomotive bewegen. Dafür zieht er sie beliebig weit entlang bereits bestehender Strecken, darf dabei aber keine Felder mit gegnerischen Bautrupps befahren oder gegnerische Lokomotiven überholen.
Das Spiel endet, sobald eine Lokomotive den Zielbahnhof in Kansas City erreicht. Dieser Spieler gewinnt das Spiel.

## Veröffentlichung
Das Spiel Zug nach Westen wurde von dem deutschen Spieleautor Michael Blumöhr entwickelt und erschien 1987 in einer internationalen und einer deutschen Version unter dem Titel Rock Island im Design von Claudia-Sabine Lorenz beim Verlag Hans im Glück. Im gleichen Jahr wurde es auch bei dem Spielwarenhersteller und Spieleverlag Mattel als Zug nach Westen herausgegeben, der auch eine Version auf Spanisch als Ferrocarril Al Oeste veröffentlichte.
In einer zeitgenössischen Rezension auf Spielphase.de wurden sowohl das Material wie auch das Thema als „interessant“ gelobt, das Spiel selbst allerdings als „sehr langweilig“ und „langatmig“ bezeichnet, „das bei weitem zu lang dauert“ und in der Spielgruppe „gnadenlos durchgefallen“ ist. Auch auf GoodGameGuide.de konnte das Spiel nur begrenzt überzeugen. Wie bei der vorherigen Rezension wurde der „enorme Glücksfaktor“ durch den Würfelwurf sowie die lange Spielzeit kritisch angemerkt, „wodurch der Spaß schnell auf der Strecke [bleibt], weil man nicht wirklich viel Einfluss hat.“

## Belege
1. 1 2 3 4 5 6  Spielanleitung Zug nach Westen, Mattel 1987
2. ↑  Versionen von Zug nach Westen in der Spieledatenbank BoardGameGeek (englisch); abgerufen am 7. Oktober 2024.
3. ↑  Rock Island, Rezension auf spielphase.de, abgerufen am 7. Oktober 2024.
4. ↑  Zug nach Westen, Rezension auf GoodGameGuide.de, abgerufen am 7. Oktober 2024.